# Stádlec
Stádlec là một chợ huyện thuộc huyện Tábor, vùng Jihočeský, Cộng hòa Séc.